# Rainy River District
Der Rainy River District ist ein Verwaltungsbezirk im Westen der kanadischen Provinz Ontario. Hauptort ist Fort Frances. Die Einwohnerzahl beträgt 20.110 (2016), die Fläche 15.486,75 km², was einer Bevölkerungsdichte von 1,3 Einwohnern je km² entspricht.
In der Provinz Ontario gilt grundsätzlich die „Eastern Standard Time“ (UTC−5). Westlich 90° westlicher Länge gilt jedoch die „Central Standard Time“ (UTC−6) und der Rainy River District ist der einzige Verwaltungsbezirk in Ontario, in dem diese Zeitzone überall gilt. 
Mit dem Quetico Provincial Park befindet sich einer der fünf größten Provincial Parks in Ontario im Bezirk.
|                 | Kenora District                             |                      |
| Minnesota (USA) | Kompassrose, die auf Nachbargemeinden zeigt | Thunder Bay District |
|                 | Minnesota (USA)                             |                      |

## Administrative Gliederung

### Städte und Gemeinden
| Ort               | Status   | Bevölkerung (2016) |
| ----------------- | -------- | ------------------ |
| Alberton          | Township | 969                |
| Atikokan          | Town     | 2753               |
| Chapple           | Township | 638                |
| Dawson            | Township | 468                |
| Emo               | Township | 1333               |
| Fort Frances      | Town     | 7739               |
| La Vallee         | Township | 938                |
| Lake of the Woods | Township | 230                |
| Morley            | Township | 481                |
| Rainy River       | Town     | 807                |

### Gemeindefreie Gebiete
- Algoma, Unorganized, North Part
- Algoma, Unorganized, South East Part
- Timiskaming, Unorganized, West Part

Im Bezirk gibt es zurzeit 16 Gemeindefreie Gebiete.

### Indianerreservationen
- Abitibi
- Agency 1
- Zhiibaahaasing

Im Bezirk gibt es zurzeit 145 Reservate der First Nations.